# Ribeirão do Amaro
O ribeirão do Amaro é um rio brasileiro localizado no estado do Paraná.